# Eileen Barton
Eileen Barton (* 24. November 1924 in Brooklyn, New York; † 27. Juni 2006 in Los Angeles, Kalifornien) war eine US-amerikanische Sängerin und Fernsehmoderatorin.

## Leben
Eileen Barton wurde als Kind zweier Varieté-Künstler geboren. Ihren ersten Auftritt hatte sie im Alter von zweieinhalb Jahren in der Show ihrer Eltern und sang dabei das Lied Ain’t Misbehavin’. Mit drei Jahren trat sie bereits am Theater auf und hatte zwei Vorstellungen täglich. Sehr früh wurde sie zum Kinderstar und im Alter von sieben Jahren arbeitete sie zusammen mit Milton Berle in seinem Radioprogramm mit dem Namen Jolly Gillette. Mit 14 Jahren wurde sie Ersatzdarstellerin für Nancy Walker am Broadway in dem Musical Best Foot Forward, gefolgt von Auftritten unter ihrem eigenen Namen mit Elaine Stritch in Angel in the Wings.
Als Frank Sinatra auf sie aufmerksam wurde, nahm er sie unter seine Fittiche und ließ sie in einer regelmäßigen Sendung im CBS Radio auftreten, die er selbst produzierte. Die folgenden zwei Jahre trat sie immer wieder an der Seite von Frank Sinatra auf, unter anderem auch in mehreren Vorstellungen am Paramount Theatre.
Bald bekam sie ihre eigene Fernsehsendung mit dem Namen Teen Timers, später folgte The Eileen Barton Show. 1949 zeichnete sie das Lied If I Knew You Were Comin’ I’d’ve Baked a Cake (geschrieben von Bob Merrill, Al Hoffman und Clem Watts) auf, mit welchem sie für zwei Wochen auf Platz eins und insgesamt vier Monate in den US-Charts landete. Auch in Großbritannien erreichte der Titel 1950 den Spitzenplatz in den Single-Charts. Nach diesem Erfolg trat sie als Künstlerin vermehrt in angesagten Nachtclubs in New York auf. 
Sie war in ihrer Karriere außerdem in wenigen Filmproduktionen zu sehen, so den Kurzfilmen Show for Sale (1937) und Mr. Black Magic (1956), in denen sie jeweils sich selbst spielte. 1963 hatte sie einen Auftritt in der Komödie Promises! Promises! an der Seite von Jayne Mansfield. Daneben war Barton in den 1950er- und 1960er-Jahren Gast in vielen Fernsehshows.
Sie starb am 27. Juni 2006 in Los Angeles im Alter von 81 Jahren.